# Locust
Locust is een plaats (city) in de Amerikaanse staat North Carolina, en valt bestuurlijk gezien onder Cabarrus County en Stanly County.

## Demografie
Bij de volkstelling in 2000 werd het aantal inwoners vastgesteld op 2416.
In 2006 is het aantal inwoners door het United States Census Bureau geschat op 2562, een stijging van 146 (6,0%).

## Geografie
Volgens het United States Census Bureau beslaat de plaats een oppervlakte van
13,3 km², geheel bestaande uit land. Locust ligt op ongeveer 164 m boven zeeniveau.

## Plaatsen in de nabije omgeving
De onderstaande figuur toont nabijgelegen plaatsen in een straal van 24 km rond Locust.